# Lithospermum peruvianum
Lithospermum peruvianum är en strävbladig växtart som beskrevs av A. Dc. Lithospermum peruvianum ingår i släktet stenfrön, och familjen strävbladiga växter. Inga underarter finns listade i Catalogue of Life.